# 杉沢台遺跡

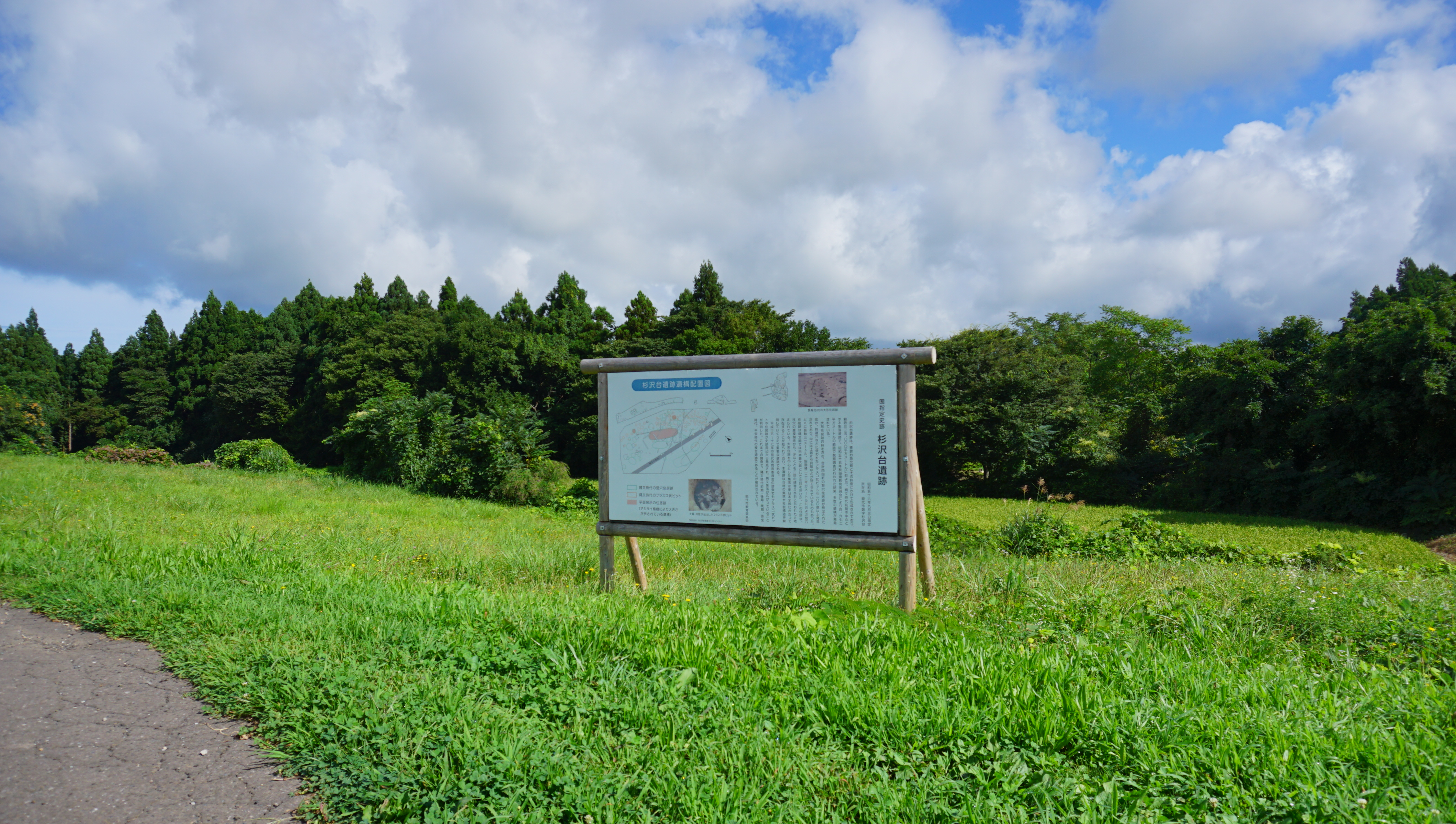
杉沢台遺跡

杉沢台遺跡（すぎさわだいいせき）は、秋田県能代市磐字杉沢台にある縄文時代前期から平安時代にかけての複合遺跡である。国の史跡に指定されている。

## 概要
日本海から3.3キロメートル、米代川下流域にあたる標高約35メートルの東雲台地北側とその斜面にかけて形成されており、米代川支流である竹生川に接した場所にある（JR五能線北能代駅東方約1km）。縄文前期を中心とする大規模な集落跡であり、範囲は35000平方メートルに及ぶ。1980年（昭和55年）の秋田県教育委員会による4672平方メートルの範囲での発掘調査と、2003年（平成15年）からの能代市教育委員会による発掘調査が行われた結果、多数の遺構が確認され、この2度の調査により縄文時代、弥生時代、平安時代の遺構・遺物が検出された。また史跡周辺にも集落が広がっていることがわかった。
2018年（平成30年）にはこの地で出土した縄文前期の磨製石斧が、北海道日高地方の「アオトラ石」であると判明した。
長経31～16メートルの大型建物跡4棟をふくむ竪穴建物跡が44軒、食料を保存するフラスコ状土坑（貯蔵穴）が109基検出されている。フラスコ状の貯蔵穴は底経と高さが2メートル程度のものが多く、そこに貝殻が捨てられていたものがあった。円筒下層式土器を出土する。
なかでも台地の最も高い場所にある、小判型で長径が31メートル、面積222平方メートルもある日本最大級の超大型建物が注目された。この大型建物は中央を境に柱の並び方が違い、何らかの役割の違いがあったのではないかと推定されている。また柱穴の重複関係から少なくとも3回は立て替えが行われたと考えられている。
集落の中心部に大型建物が位置するなど、この遺跡は、当時の人々の生活様式を知る上で多きな手掛かりとなる遺跡である。
能代市内では数少ない弥生時代の杉沢野遺跡が杉沢台遺跡の南に位置しており、周囲には金ヶ沢など製鉄を連想させる地名がある。
1981年（昭和56年）9月3日に、3714.79平方メートルの範囲が国の史跡に指定された。

### 出土品
石器類は石錘や石匙が多い。網漁に用いられる石錘は2個の切目を持った切目石錘が多く、石匙は縦型のものが多い。
出土した縄文土器は筒形の円筒下層式土器であり、内面に焦げがあるなど煮炊きに使われた形跡があった。
縄文前期の磨製石斧2点が出土しており、この石斧は北海道日高地方だけにある緑色岩の一種「アオトラ石」で作られたものであることが鑑定で判明した。当時の交易の手掛かりになるとされる。また近隣の能代市朴瀬にある古館1遺跡でもアオトラ石の塊が発見された。こちらは加工の跡がありこの地方では交易によって入手した石材で石斧を作っていた可能性がある。